# John Milnor
John Willard Milnor (Orange, New Jersey, 1931. február 20. –) amerikai matematikus, aki a munkásságával hozzájárult a differenciáltopológiához, a K-elmélethez és a dinamikai rendszerhez. A Stony Brook Egyetem professzora, azon öt matematikus egyike, aki elnyerte a Fields-érmet, a Wolf-díjat és az Abel-díjat (Michael Francis Atiyah, Pierre Deligne, Jean-Pierre Serre és John G. Thompson a másik négy matematikus).

## Fordítás
- Ez a szócikk részben vagy egészben  a   John Milnor című angol Wikipédia-szócikk ezen változatának fordításán alapul.  Az eredeti cikk szerkesztőit annak laptörténete sorolja fel. Ez a jelzés csupán a megfogalmazás eredetét és a szerzői jogokat jelzi, nem szolgál a cikkben szereplő információk forrásmegjelöléseként.